# سیستم ضد سرقت
یک سیستم ضد سرقت برای جلوگیری از موارد استفاده غیرمجاز یا جلوگیری از تصاحب غیرمجاز از اقلام و اطلاعات با ارزش در نظر گرفته شده است. سیستم آنتی تفت یا سیستم ضد سرقت  یکی از رایج‌ترین و قدیمی‌ترین رفتارهای مجرمانه می‌باشد. از اولین اختراع قفل و کلید تا معرفی تگ‌های RFID و شناسایی بیومتریک تا سیستم‌های ضد سرقت تکامل یافته در این مجموعه جای دارند. سیستم آنتی تقت یا ضد سرقت با توجه به گذشت زمان هم با توجه به اختراعات جدید و هم با توجه به سرقت‌هایی که توسط افراد انجام می‌پذیرد بروز شده‌اند.

## محافظت از آیتم‌های قابل حذف
Yet another method is the attachment of items to a larger immobile object, usually furniture or walls.

## برچسب‌های امنیتی
برچسب های امنیتی دستگاه های هستند که به محصولات متصل برای جلوگیری از دزدی از مغازه و اغلب تلفن های موبایل با یک سیستم نظارت مقاله الکترونیک استفاده می شود. SelectaDNA  یا Smartwater  مانند برچسب های امنیتی هستند - یک ماده سیال قانونی که شامل میلیون ها قطعه کوچک که به یک شماره منحصر به فرد به نام "سین" ("شماره شناسایی SelectaDNA")، و با جزئیات مالک ثبت شده در یک پایگاه داده پلیس ملی ثبت شده اسیت که از آنها از این طریق محافظت می شود.

## رهگیری نرم‌افزاری
دستگاه‌های الکترونیکی از جمله لپ‌تاپ‌ها، تلفن‌های موبایل و حتی گجت‌ها از جمله آی پاد امروزه مجهز به نرم‌افزاری هستند که قابلیت فعال سازی آنها توسط تلفن‌های خانگی با گرفتن اطلاعات در مورد آنها یا اطلاعات دیگر که می‌تواند کمک بکند تا بتوانید دستگاه‌ها را رهگیری نمائید. اگر نرم‌افزار رهگیر کننده بر روی گجت‌ها مثل موبایل‌ها و لپ‌تاپ‌ها و تبلت‌ها نصب نمی‌باشد و اگر اطلاعات پایگاه داده آنها گم شده باشد آن را پیدا کرده و موبایل‌ها و تبلت‌ها و لپ‌تاپ‌ها ممکن است کمک کنند تا این رهگیری برای گجت گم شده انجام شود. سایتهایی همچون 3gadgets.com ابزاری هستند برای پیدا کردن موبایل‌ها و لپ‌تاپ‌ها و تبلت‌های گم شده با استفاده از IMEI & Mac آی دی آنها.